# Afium
Az Afium egy felvidéki heavy metal együttes Bősről. 2019-ben alapította Kuruc Teodor és Bodó Attila karöltve. Tagjai Kuruc Teodor (Ritmusgitár, ének), Alan Pupák (szólógitár), Zoltán Cséfalvay (basszusgitár) és Bodó Attila (dob).

## A zenekarról
Az Afium egy 2019-ben, Bősön alakult modern rock/metal zenekar. Zenéjük a klasszikus metál gyökereire épül, de nem nélkülözi a modern elemeket sem. Zenéjükön elsősorban a heavy metal, a post-hardcore stílusjegyei érződnek. A korai számaik egyértelműen a dallamos hardrock illetve metal együtteseket idézik, de későbbi kiadványaikon már több stílus is keveredik, és a modern metal zenei irányzatok befolyása is erősen érződik.
Dalaikra jellemzőek a tördelt, metalcore-szerű riffek, az erős, személyesebb hangvételű vagy társadalomkritikus szövegek melyek, helyenként scream betétekkel hallhatóak, megerősítve a dalok mondanivalóját.

## Történet

### A kezdetek (2019–2020)
Teodor 2019. november elején beszélt Bodó Attilával először az ötletről, hogy zenekart kellene alapítani. Decemberben megkezdődtek a közös munkák, ketten, próbaterem hiány végett otthon Attilánál. Teodor már előre megírt dalszövegekkel és a fejében eltervezett stílussal tervezte elkezdeni a zenekar folyamatos megépülését.
2020. januárjában helyileg Bősön találtak próbatermet, és ekkor csatlakozott hozzájuk Kuruc Kristian ritmusgitáros mint harmadik tag. 2020. márciusára már több dal is megszületett a próbák alatt, de basszusgitáros hiányában nem csengtek elég jól. A zenekar ekkor felkereste Mészáros Dávidot aki örömmel igent mondott a felkérésre, és betöltötte a basszusgitáros posztot. Pár hónap elteltével sok gondolkodás és ötletelés után megszületett a név "AFIUM". 
Az első évben a zenekar saját dalok gyártására és tökéletesítésére fókuszált. Az első ember, aki foglalkozott az Afium zenekarral Leckési Gábor volt, aki velük nyitotta a Rockpagoda – Felvidéki mustra műsorsorozatát. 

### A beindulás (2022–2024)
A zenekar első, “Értelmezd újra” c. single albuma 2022 áprilisában jelent meg, melyet Kuruc Teodor (ének,gitár) és Mészáros Dávid (basszusgitár) írtak meg és rögzítettek házilág mint egy "demo" felvételt. A felvétel után egy szöveg videóval látta meg a napvilágot. Majd ezt követően folytatódtak az otthoni studió munkálatok, és 2022 októberében ismént megjelentetett a zenekar egy újabb single albumot "Múltam terhei" címmel. Ezt már egy saját rendezésű videóklippel mutatták be aminek az operatőri illetve vágói munkáit is a zenekar, pontosabban Mészáros Dávid készítette. A videóklipp operatőri munkáiban nagy segítséget nyújtott Sárközy Krisztina aki a pestis doktor jelmezt öltötte magára. A 2023-as évet a zenekar ismént egy single album megjelenésévél nyitotta "Ideálom" címmel.
2023 augusztus 17.-én megjelent a "Bősi induló" névre keresztelt foci induló daluk, amit a Bősi futbal szervezet megkeresésére vállalt el a zenekar. A 2022/2023-as évre az Afium zenekar több koncert helyszínt is megjárt és különbőző rendezvényeken vett részt. 2023 tavaszány elkezdtek dolgozni a következő megjelenő nagylemezükön.
Pozsonyban a Black light studióban rögzítették. 
Első nagylemezük "Eseményhorizont" címmel jelent meg 2024. január 30.-án. Megjelenése után egy 12 állomásos lemezbemutató turnén vettek részt a Szuperzöld és a Babadara zenekarokkal.

### A szétválás (2024)
A zenekar úgy döntött 2024 év végén feloszlik. Ezt be is jelentették több közösségi platformon. Végül a feloszlás helyett csak tagcsere történt. Egyidejűleg távozott a zenekarból Kuruc Kristian, és Mészáros Dávid. A zenekar elmondása szerint a közös munka tökéletes volt, és nem harag vezérelte volt a döntés. Dávid Pestre való költözése és Kristian idő hiánya megnehezítette a további közös munkákat így szétváltak útjaik.

### Az új Afium (2025)
2025. január elején a zenekar folytatta tevékenységeit. A közösségi média oldalon bejelentették, két új tag csatlakozott a zenekarhoz, Alan "Leni" Pupák mint szólógitáros így Kuruc Teodor átvette a ritmusgitáros pozíciót, és Zoltán "Dexter" Cséfalvay mint basszusgitáros.

Afium zenekar új formációban

A zenekar jelenleg is ebben a formációban üzemel. Jelenleg az új közeljövőben megjelenő albumukon dolgoznak.

### Jelenlegi tagok
- Kuruc Teodor – Ének, ritmusgitár (2020 óta)
- Alan Pupák – szólógitár (2025 óta)
- Bodó Attila – dobok (2020 óta)
- Zoltán Cséfalvay – basszusgitár (2025 óta)

### Egykori tagok
- Kuruc Kristian – ritmusgitár (2020–2024)
- Mészáros Dávid – basszusgitár (2020–2024)

## Diszkográfia

### Stúdióalbumok
| Év   | Albumcím        | Kiadó           |
| ---- | --------------- | --------------- |
| 2020 | Eseményhorizont | dowtown company |

### Single albumok
| Év   | Albumcím       | Kiadó           |
| ---- | -------------- | --------------- |
| 2022 | Értelmezd újra | dowtown company |
| 2022 | Múltam terhei  | dowtown company |
| 2023 | Ideálom        | dowtown company |
| 2023 | Bősi induló    | dowtown company |

## Videóklipek
| Év   | Számcím       | Rendező       |
| ---- | ------------- | ------------- |
| 2022 | Múltam terhei | Afium         |
| 2024 | Rázós menet   | Heizer Zoltán |